# Starostwo drahimskie
Starostwo drahimskie – polskie starostwo grodowe z siedzibą na Zamku w Drahimiu, pod koniec XVI wieku leżące w powiecie wałeckim województwa poznańskiego.

## Historia
W poł. XII w. Drahim został zdobyty przez wojów Bolesława Krzywoustego w walkach o ziemie pomorskie). Pod koniec XIII wieku tereny te zostały oddane przez Przemysła II zakonowi templariuszy, który ustanowił siedzibę komandorii w Czaplinku. Po rozwiązaniu zakonu templariuszy w 1312 roku ich majątek przejął margrabia Brandenburgii, a od 1345 roku joannici, którzy na siedzibę komandorii również wybrali Czaplinek. Dla osłony komandorii od strony Wielkopolski joannici zbudowali warownię w Machlinach (niem. Machlin), natomiast od strony Pomorza komandorię chronił zamek Drahim. Lokalizacja zamku drahimskiego była również podyktowana warunkami gospodarczymi. W tym miejscu przebiegał szlak solny, który wiódł od południowych państw Europy na północ.W dwa lata później, w wyniku militarnych przedsięwzięć Ottona Leniwego, margrabiego Brandenburgii – przyłączony został do Polski wraz z Czaplinkiem i całą komandorią (układ drawski). Zmiany polityczne, jakie nastąpiły w ówczesnym czasie nie miały zasadniczego wpływu na osadnictwo zakonne na terytorium Nowej Marchii. Mimo ukierunkowania polityki w stronę książąt niemieckich i Krzyżaków – joannici formalnie zostali pozbawieni wszelkich dóbr nieruchomych (zamki, ziemie, kościoły), jednak w dalszych latach je użytkowali na zasadach wasalnych wobec króla polskiego. Jedną z warowni, które otrzymały ówcześnie status lenna była twierdza Drahim.
Mimo że joannitów obowiązywały zasady lenne, w ramach zależnej przynależności do Korony – zakonnicy podejmowali liczne próby uniezależnienia się od polskiego monarchy. Prowadzili własną politykę, która niejednokrotnie była skierowana przeciw Polsce i sojuszniczemu jej Pomorzu. Po śmierci króla Kazimierza Wielkiego wybuchł konflikt pomiędzy Zakonem a księciem pomorskim Świętoborem I (inne publikacje podają, że chodziło o Warcisława VII), który w 1376 r. podjął skuteczną próbę najazdu na ziemie Nowej Marchii. Zdobył zamki w Czaplinku oraz Machlinach, poza twierdzą drahimską, która jako najlepiej ufortyfikowana w tym regionie potrafiła odeprzeć ataki Pomorzan. Po objęciu tronu przez Ludwika Andegaweńskiego – szpitalnicy wykorzystali osłabienie zainteresowania strony polskiej sprawami Pomorza. W wyniku zawartego przymierza z Brandenburgią oraz zakonem krzyżackim wprowadzili własne, niezależne rządy na ziemi drawskiej, tym samym zostały zerwane zapisy układu z 1368 r. W tym czasie na szeroką skalę rozpoczęli proces fałszowania monet księstw pomorskich, śląskich, polskich, oraz krzyżackich. Próby uniezależnienia się wobec Królestwa Polski i wrogo prowadzona polityka niemieckich zakonów spowodowała karny najazd króla Władysława Jagiełły (1407 r.), podczas którego, po kilkudniowym oblężeniu rycerstwo polskie zdobyło zamek. Joannici po 50-letnim zajmowaniu twierdzy zostali wypędzeni.
Zamek rozpoczął pełnić funkcję siedziby polskiego starostwa grodowego. W 1422 r. starostą, z nadania króla Władysława Warneńczyka został Jan Wedel. Po nim, w czasie wojny trzynastoletniej z zakonem krzyżackim (1454–1466) funkcję sprawował Sędziwój Czarnkowski z Człopy. Zwycięstwo Polaków i postanowienia II pokoju toruńskiego osłabiło plany Zakonu połączenia się z Nową Marchią. Ta została sprzedana Brandenburczykom. Zamek drahimski z roli strategicznej twierdzy zszedł do roli siedziby okręgu administracyjnego, gdzie granice starostwa drahimskiego pokrywały się z granicami Królestwa. Taki stan trwał niemal 200 lat. Podczas II wojny północnej (Potop szwedzki (1655–1660)) zamek został przejęty czasowo przez wojska szwedzkie, następnie opanowany przez oddziały Stefana Czarnieckiego. W 1657 r., na mocy traktatów: welawskiego i bydgoskiego – król Jan Kazimierz postanowił oddać zamek (w zastaw), ponieważ był winien zapłaty elektorowi brandenburskiemu za werbunki na sumę 120 tysięcy talarów reńskich. Decyzja króla polskiego została zignorowana przez hetmana Stanisława Rewerę Potockiego, ówczesnego starostę drahimskiego, który utrzymał warownię w rękach polskich. Na skutek braku regulacji zadłużenia, które nadal spoczywało na królu polskim – Brandenburczycy przejęli ją siłą dopiero po śmierci hetmana w 1668 r. i zarządzali nią do I rozbioru Polski w 1772 r.